# Leçon de ténèbres (film)
Pour les articles homonymes, voir Leçons de ténèbres (homonymie).
Pour plus de détails, voir Fiche technique et Distribution.
Leçon de ténèbres est un court métrage français écrit, réalisé et produit par Dominique Delouche en 1985.

## Synopsis
Maïa Plissetskaïa, la grande ballerine russe, danse un solo dans l'église Saint-Roch de Paris sur de la musique sacrée de François Couperin Leçons de ténèbres et sur la voix de haute-contre d'Alfred Deller.

## Fiche technique
- Titre : Leçon de ténèbres
- Réalisateur : Dominique Delouche
- Scénario : Dominique Delouche
- Directeur de la photographie : Jean Penzer
- Cadreur : Michel Coteret
- Assistant opérateur : Eric Vallée
- Musique : Leçons de ténèbres de François Couperin  (1714), enregistrement Harmonia Mundi DR210
- Chanteur haute-contre : Alfred Deller
- Chorégraphie : Maïa Plissetskaïa
- Montage : Christine Simonot
- Son : Michel Reiss
- Costume de danse par : Repetto
- Producteur : Dominique Delouche
- Administrateur de production : Bruno Massart
- Société de production : Les Films du Prieuré
- Sociétés de distribution : Les Films du Prieuré (cinéma), Doriane Films (DVD, 2011, inclus dans le coffret Les Étoiles pour l'exemple)
- Pays d'origine :  France
- Genre : documentaire
- Durée : 5 minutes
- Format : couleurs - négatif et positif : 35 mm
- Tournage : à l'église Saint-Roch, 296 rue Saint-Honoré, 75001 Paris
- Copyright : Les Films du Prieuré 1982
- Visa d'exploitation no 60813
- Date de sortie : 1985 (au cinéma), 28 novembre 2011 (en DVD)

## Distribution
- Maïa Plissetskaïa : elle-même